# Bundesregierung Kreisky IV
Die österreichische Bundesregierung Kreisky IV wurde nach der Nationalratswahl vom 6. Mai 1979 gebildet, die die 1971 errungene absolute SPÖ-Mandatsmehrheit zum zweiten und letzten Mal bestätigte. Sie sollte insgesamt elfeinhalb Jahre bestehen, ein bis heute nicht übertroffener Rekord. Am Ende der Amtsperiode hatte Bruno Kreisky 13 Jahre als Bundeskanzler amtiert, auch dies ein Rekord.
Bundespräsident Rudolf Kirchschläger ernannte das Kabinett Kreisky IV, das nur geringfügige Änderungen gegenüber dem Kabinett Kreisky III aufwies, am 5. Juni 1979. Das virulent werdende tiefe Zerwürfnis des Kanzlers mit seinem Vizekanzler und Finanzminister, Hannes Androsch, führte Anfang 1981 auf Wunsch Kreiskys zum Ausscheiden Androschs aus der Regierung. Nachfolger als Vizekanzler wurde Unterrichtsminister Fred Sinowatz (der Kreisky als Kanzler nachfolgte). Das Kabinett Kreisky IV trat am Abend der folgenden Nationalratswahl, am 24. April 1983, zurück und wurde vom Bundespräsidenten bis zum 24. Mai 1983 (Antritt der Bundesregierung Sinowatz) mit der Fortführung der Geschäfte betraut.
| Bundesminister (für)          | Amtsinhaber | Partei    | Staatssekretär |
| ----------------------------- | --- | --------- | --- |
| Bundeskanzler                 | Bruno Kreisky | SPÖ       | Franz Löschnak (SPÖ) Adolf Nußbaumer (SPÖ, bis 18. Oktober 1982) Elfriede Karl (SPÖ, bis 5. November 1979) Johanna Dohnal (SPÖ, ab 5. November 1979) Ferdinand Lacina (SPÖ, ab 29. Oktober 1982) |
| Vizekanzler                   | Hannes Androsch (auch Finanzminister, bis 20. Jänner 1981) Fred Sinowatz (auch Unterrichtsminister, ab 20. Jänner 1981)                                                                     | beide SPÖ | |
| Soziale Verwaltung            | Gerhard Weißenberg (bis 1. Oktober 1980) Herbert Salcher (1.–9. Oktober 1980 betraut) Alfred Dallinger (ab 9. Oktober 1980)                                                                 | alle SPÖ  | Franziska Fast (SPÖ, ab 5. November 1979) |
| Auswärtige Angelegenheiten    | Willibald Pahr | parteilos | |
| Inneres                       | Erwin Lanc | SPÖ       | |
| Unterricht und Kunst          | Fred Sinowatz (betraut) | SPÖ       | |
| Justiz                        | Christian Broda | SPÖ       | |
| Finanzen                      | Hannes Androsch (bis 20. Jänner 1981 betraut) Herbert Salcher (ab 20. Jänner 1981) | SPÖ       | Elfriede Karl (SPÖ, ab 5. November 1979) Hans Seidel (parteiunabhängig, ab 20. Jänner 1981) |
| Land- und Forstwirtschaft     | Günter Haiden | SPÖ       | Albin Schober (SPÖ) |
| Handel, Gewerbe und Industrie | Josef Staribacher | SPÖ       | Anneliese Albrecht (SPÖ, ab 5. November 1979) |
| Verkehr                       | Karl Lausecker | SPÖ       | |
| Landesverteidigung            | Otto Rösch | SPÖ       | |
| Bauten und Technik            | Josef Moser (bis 8. Oktober 1979) Karl Lausecker (8. Oktober – 5. November 1979 betraut) Karl Sekanina (ab 5. November 1979)                                                                | alle SPÖ  | Beatrix Eypeltauer (SPÖ, ab 5. November 1979) |
| Wissenschaft und Forschung    | Hertha Firnberg | SPÖ       | |
| Gesundheit und Umweltschutz   | Ingrid Leodolter (bis 8. Oktober 1979) Hertha Firnberg (8. Oktober – 5. November 1979 betraut) Herbert Salcher (vom 5. November 1979 bis 20. Jänner 1981) Kurt Steyrer (ab 20. Jänner 1981) | alle SPÖ  | |